# Koháry Ignác József
Csábrági és szitnyai gróf Koháry Ignác József Antal Ferenc Xavér (Szentantal, 1726. december 2. – Bécs, 1777. október 10.) kapitány, őrnagy, főispán.

## Élete
Koháry András József gróf és Margareta Therese Thavonath von Thavon bárónő második fiúgyermeke. 1726. december 2-án született. Tanulmányainak befejeztével katonai pályára lépett és 18 éves korában kapitányként részt vett a Frigyes porosz király elleni hadjáratban. 1745-ben őrnagyként, mint a felkelő nemesség parancsnoka, nagy érdemeket szerzett annak kiképzése és hadba állítása ügyében. Bátyjának, Miklósnak halála után 1769-től Hont vármegye főispánja lett. 1777. október 10-én Bécsben halt meg.

## Családja
Nejétől, Cavriani di Imena Mária Gabriella Jozefa birodalmi grófnő, csillagkeresztes hölgytől (1736. április 25. – 1803. július 29.) egy fia és három leánya született:
- Ferenc József (1767–1826), aki Maria Antonia von Waldstein zu Wartenberg grófnőt (1771–1854) vette feleségül.
- Mária Terézia (1761. február 1. – 1812. november 9.), aki hallerkői Haller József grófhoz († 1812) ment férjhez.
- Jozefa (1764. április 17. – 1815. június 8.), aki Ferdinand Laurencin d’Amont báró felesége lett.
- Mária Anna Gabriella Magdaléna Terézia Dominika (1765. augusztus 5. – 1822. december 31.), aki Gudenus János Henrik báróhoz (Freiherr Johann von Gudenus, 1753–1838) ment feleségül.